# رالف بيرسون
رالف بيرسون (بالإنجليزية: Ralph Pearson)‏ هو كيميائي أمريكي، ولد في 12 يناير 1919 في شيكاغو في الولايات المتحدة.